# Hippocampus lichtensteinii
Hippocampus lichtensteinii é uma espécie de peixe da família Syngnathidae.